# Rosey Edeh
Rosey Edeh, född 16 augusti 1966, är en friidrottare från Kanada. Hon deltog vid olympiska sommarspelen 1988, olympiska sommarspelen 1992 och olympiska sommarspelen 1996.